# Kútniky
Kútniky és un poble i municipi d'Eslovàquia que es troba a la regió de Trnava, a l'oest del país.

## Història
La primera menció escrita de la vila es remunta al 1380.

## Demografia
| Godina             | 1994 | 2004    | 2014    | 2024   |
| ------------------ | ---- | ------- | ------- | ------ |
| Nombre de persones | 817  | 1040    | 1382    | 1505   |
| Diferència         |      | +27,29% | +32,88% | +8,90% |

| Godina             | 2023 | 2024   |
| ------------------ | ---- | ------ |
| Nombre de persones | 1503 | 1505   |
| Diferència         |      | +0,13% |